# Zwicken (Kartenspiel)
Zwicken ist ein Kartenspiel, das hauptsächlich in Bayern (Niederbayern) gespielt wird. Als Glücksspiel unterliegt es bestimmten Einschränkungen und ist daher kaum noch verbreitet.

## Einordnung
Das Spiel gilt allgemein als Hazardspiel und war auf der Liste verbotener Spiele des k.u.k. Justizministeriums angeführt. Zum Beispiel wird es bei Ludwig Ganghofer in der Hauserin folgendermaßen erwähnt: „Im Herrgottswinkel sah er den Wirt bei einigen Dorffaulenzern sitzen, die sich die Zeit mit Zwicken vertrieben, einem Kartenspiel, das, wie der Volksmund sagt, gleich nach dem Stehlen kommt.“.

## Spielregeln
An dem Spiel nehmen zwei bis zehn, meist jedoch vier bis sechs Spieler teil. Gespielt wird mit dem Bayerischen Blatt mit 32 Karten. Eine Sonderrolle spielt oft, wie auch beim Watten, die Schellen-7, der sogenannte Welli  oder Belli.
Zuerst muss vom Geber, der von Spiel zu Spiel im Uhrzeigersinn wechselt, der Einsatz in den Stock geleistet werden. Der Einsatz ist ein durch drei teilbarer Betrag, meist 15 oder 30 Cent. Vor dem Austeilen der Karten werden diese gemischt und vom hinter dem Geber sitzenden Spieler abgehoben. Dann wird an jeden Spieler drei Mal eine Karte ausgeteilt. Nach dem Geben muss der Geber noch die Trumpffarbe festlegen. Hierzu hat er zwei Möglichkeiten:
- der Geber kann Schlecken, das heißt, er deckt die oberste Karte des Stoßes auf und legt diese auf den Stoß.
- der Geber kann Titschen, das heißt, er deckt die oberste seiner drei Karten auf. Diese Karte bleibt auch dann aufgedeckt, wenn er die drei Karten in die Hand nimmt. Wenn der Geber titscht, muss er allerdings am folgenden Spiel teilnehmen.

Die Farbe der so aufgedeckten Karte ist im anschließenden Spiel Trumpf.
Anschließend haben alle Spieler vom Spieler nach dem Geber reihum die Wahl, an dem Spiel teilzunehmen oder die Karten abzulegen. Wenn kein Spieler die Karten aufnimmt, gewinnt der Geber den gesamten Stock, es sei denn, er hat selbst keinen Trumpf.
Der erste Spieler im Uhrzeigersinn vom Geber aus, der aufgenommen hat, spielt eine beliebige seiner drei Karten aus. Im Uhrzeigersinn geben die anderen zu. Dabei muss eine Farbe bzw. Trumpf bedient werden. Wenn ein Spieler keine Karte der gespielten Farbe hat, muss er Trumpf spielen, soweit er Trümpfe hat. Wer die höchste Karte zugegeben hat bzw. den höchsten Trumpf, erhält den Stich. Hierbei gilt folgende Reihenfolge der Trumpfkarten (von der höchsten bis zur niedrigsten):
- Trumpf-Daus (Ass)
- Trumpf-König
- Trumpf-Ober
- Trumpf-Unter
- Trumpf-10
- Trumpf-9
- Trumpf-8
- Trumpf-7

Innerhalb der restlichen Farben gilt die entsprechende Rangfolge:
- Farb-Ass bis Farb-7 der jeweils ausgespielten Farbe

Wenn die drei Stiche verteilt sind, wird der Stock verteilt. Wer drei Stiche hat, erhält den ganzen Stock, wer 2 Stiche hat zwei Drittel, wer einen Stich hat, ein Drittel. Wer keinen Stich hat, muss den gesamten Stockinhalt für den Stock des nächsten Spieles einzahlen. Wenn mehrere Spieler keinen Stich gemacht haben, müssen sie jeweils den Inhalt des Stocks in den nächsten Stock einzahlen. Wenn genau 3 Spieler mitgespielt und je einen Stich gemacht haben, zählt das als 'Bruder' und das Geld verbleibt im Stock.

### Spielvarianten
Häufig zählt auch der Welli als zweithöchster Trumpf nach dem Daus (Ass).
Manchmal wird vor dem Start vereinbart, dass mit Schlecken bespielt wird. Gemeint ist, dass falls der Abhebende eine 7 oder ein Ass abhebt, die Karten sofort an den nächsten Geber weitergegeben werden, der wiederum seinen Einsatz leisten muss.
Eine weitere Variante heißt mit Rundherum. Wenn der Geber schleckt und dabei ein Ass oder eine Sieben aufdeckt, muss jeder Spieler den Einsatz in den Stock zahlen und die Karten gehen an den nächsten Geber.
Alternativ werden auch bei einem König die Karten an den nächsten Geber weitergegeben, bei einem Ass an den übernächsten (wobei auch der übersprungene einzahlen muss), bei Welli (Schellen 7), Soach/ Spitz (Eichel 7) muss ein jeder Spieler den Einsatz einzahlen, beim Max (Herzkönig) sogar den doppelten. Mit Abheben zu spielen, ist also eine weitere Verschärfung des ohnehin sehr scharfen Spiels.
Sofern nur der Einsatz des Gebers im Pott liegt, wird oft auch ein Blindes gespielt, das heißt die Spieler sehen sich ihre Karten nicht an (Mitspielen ist hierbei verpflichtend), sondern legen sie einfach der Reihe nach hin. Wer keinen Stich gemacht hat, muss den Einsatz in den Stock einzahlen.

## Namensherkunft
Wer keinen Stich macht, und daher den Stock aufdoppeln muss, ist gezwickt. Da er sein Geld nicht direkt verloren hat, sondern nur in den Stock eingezahlt hat, ist der Gezwickte geneigt, in der nächsten Runde sein Geld, zumindest teilweise, wiederzuholen und auch mit einem schlechteren Blatt zu spielen. Das führt dazu, dass er ggf. ein weiteres Mal verdoppeln muss. Auch sein Gegenzwicker muss ein weiteres Mal den doppelten "Zwickeinsatz" setzen. Dies führt, zusammen mit der schnellen Spielart, zu sehr schnell wachsenden Beträgen im Stock, daher spricht man hier auch von "Stock-Zwicken". Auch mit einem Basiseinsatz von 15 Cent kann man also sehr schnell „Haus und Hof“ verspielen.
Ohne Geldeinsatz kann nicht gezwickt werden.